# Bengt Hanell
Bengt Gustaf Hanell, född 23 november 1879 i Torpa, Östergötlands län, död 3 augusti 1960 i Tranås, var en svensk målare och dekorationsmålare.
Hanell studerade först konst för Herman Norrman innan han sökte sig till Konstnärsförbundets skola i Stockholm samt vid Valands målarskola i Göteborg 1901–1902. Efter studierna arbetade han som teater och dekorationsmålare i Tyskland, 1905 flyttade han till Chicago där han vid sidan av sitt arbete som dekorationsmålare studerade konst vid Chicago Art Institute. Han återvände efter några år i USA till Sverige och bosatte sig i Tranås. Hans konst består av motiv från Småland, Söderhavet och Kalifornien.